# Viesturs Lukševics
Viesturs Lukševics (Kuldīga, 16 aprile 1987) è un ex ciclista su strada lettone.

## Palmarès

### Strada
- 2009 (dilettanti, una vittoria)

Campionati lettoni, Prova in linea Under-23
- 2020 (Amore & Vita-Prodir, una vittoria)

Campionati lettoni, Prova in linea

#### Altri successi
- 2015 (Alpha Baltic-Maratoni.lv)

Classifica scalatori Tour of Estonia

## Piazzamenti

### Competizioni mondiali
- Campionati del mondo

Salisburgo 2005 - In linea Junior: 33º
Stoccarda 2007 - In linea Under-23: 88º
Mendrisio 2009 - In linea Under-23: 54º
Toscana 2013 - In linea Elite: ritirato
Imola 2020 - In linea Elite: ritirato

### Competizioni europee
- Campionati europei

Valkenburg 2006 - In linea Under-23: ritirato
Hooglede 2009 - In linea Under-23: 89º
Plouay 2020 - In linea Elite: 63º